# Еран (Жиронда)
Еран (фр. Eyrans) насеље је и општина у југозападној Француској у региону Аквитанија, у департману Жиронда која припада префектури Бле.
По подацима из 2011. године у општини је живело 702 становника, а густина насељености је износила 164,02 становника/km². Општина се простире на површини од 4,28 km². Налази се на средњој надморској висини од 25 метара (максималној 27 m, а минималној 1 m).

## Демографија
| 1962. | 1968. | 1975. | 1982. | 1990. | 1999. | 2011. |
| ----- | ----- | ----- | ----- | ----- | ----- | ----- |
| 404   | 448   | 415   | 557   | 596   | 580   | 702   |

График промене броја становника у току последњих година